# ژان لاکوتور
ژان لاکوتور (به فرانسوی: Jean Lacouture) نویسنده، روزنامه‌نگار و مورخ قرن بیستم میلادی اهل فرانسه است.
ژان لاکوتور در بوردو فرانسه متولد شد. وی کار خود در حرفهٔ روزنامه‌نگاری را در سال ۱۹۵۰ در روزنامه Combat به عنوان ویراستار دیپلماتیک آغاز کرد. ژان در ۱۹۵۱ به نشریه لوموند پیوست. وی از ۱۹۵۳ تا ۱۹۷۵ در قاهره پایتخت مصر در روزنامه فرانسوی‌زبان France Soir به عنوان دبیر سرویس برون‌مرزی (یکی از بالاترین عناوین روزنامه‌نگاری فرانسه) فعالیت می‌کرد.
لاکوتور، از نظر گرایش‌های سیاسی چپگرا بود و از جنبش‌های استعمارزدایی میتران حمایت می‌کرد. وی برای Nouvel Observator و L'Histoire هم کار کرد. وی در فیلم مستند «در سال خوک»(۱۹۶۸) که در مورد جنگ ویتنام است مصاحبه کرده‌است.
ژان لاکوتور همچنین از سال ۱۹۶۱ تا ۱۹۸۲ مدیر انتشارات Seuil، یکی از ناشران برجستهٔ فرانسوی بود و بین سالهای ۱۹۶۹ و ۱۹۷۲ به عنوان استاد بین‌المللی در IEP پاریس فعالیت می‌کرد.
وی عمدتاً به دلیل انتشار زندگی‌نامه افراد مختلف از جمله زندگی هوشی مین، ناصر، لئون بلوم، دوگل، فرانسوا موریاک، پیر مندس فرانس، میتران، مونتسکیو، مونتنی، مالرو، ژرمن تیلیون، شامپولیون، ژاک ریویر، استندال و کندی برای عموم مردم شناخته شده‌است.
لاکوتور عاشق موسیقی با مفاهیم خاص بود، رئیس انجمن طرفداران ژرژ بیزه (از آهنگ‌سازان سرشناس فرانسوی در دوره رمانتیک) بود.
وی در سال ۲۰۱۵ در روسیلون فرانسه درگذشت.